# Periplus Maris Erythraei

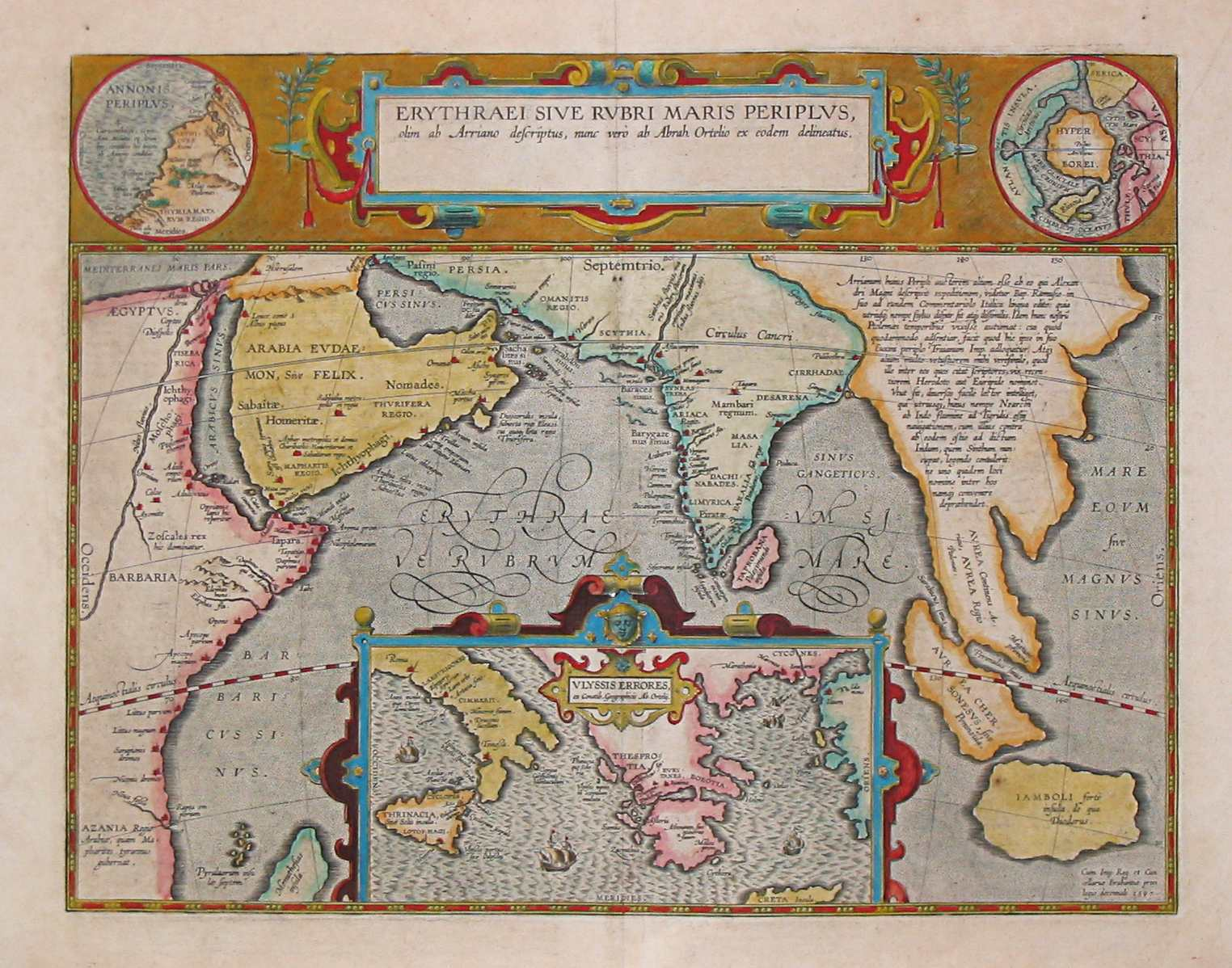
Carta di Abraham Ortelius (1527-1598) con l'indicazione delle località menzionate dal Periplo del Mar Rosso

Il Periplo del Mar Eritreo o Periplo del Mar Rosso (latino: Periplus Maris Erythraei, in greco: Περίπλους τῆς Ἐρυθρὰς Θαλάσσης Períplous tês Erythràs Thalássēs) è un antico documento, risalente probabilmente al I secolo, che descrive le rotte di navigazione sul Mar Rosso e, in parte, l'Oceano Indiano e il Golfo Persico.

## Descrizione
Il documento è composto di 66 capitoli, la maggior parte dei quali sono composti da un unico paragrafo. Vi sono descritte una quantità di località portuali del mondo antico, una di queste è Oraea; nella maggior parte dei casi facilmente identificabili sulla base delle informazioni fornite dal testo, ma la locazione di alcuni particolari luoghi menzionati dal testo è tuttora soggetta a dibattito. Sebbene il titolo dell'opera sia stato tradotto in italiano con Periplo del Mar Rosso, l'espressione originale Maris Erythraei ("mare dell'Eritrea") aveva un significato certamente più ampio e includeva il Golfo Persico e l'Oceano Indiano.

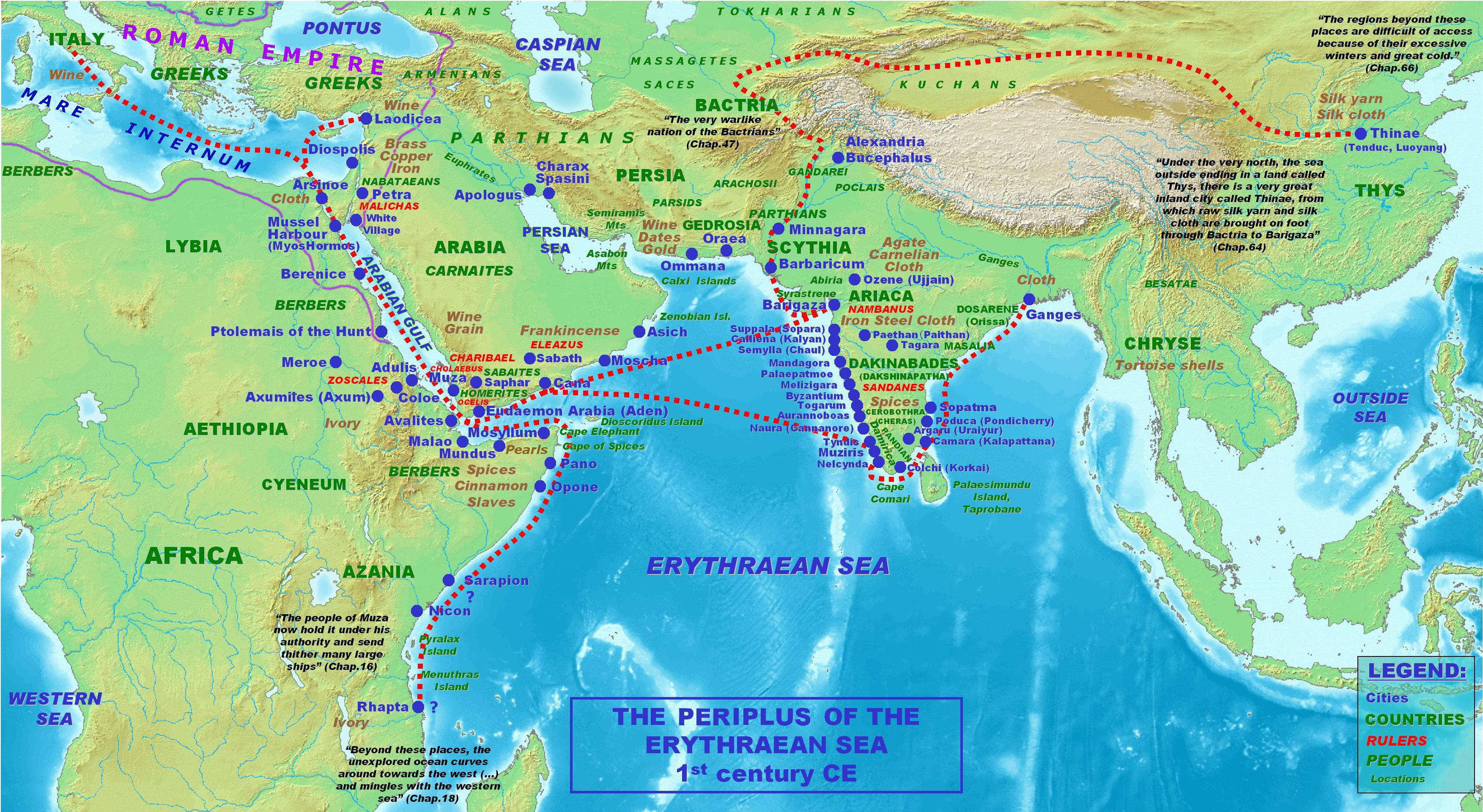
Periplo con le varie tappe

## Storia del testo
L'originale del Periplus, andato perduto, era scritto in greco, probabilmente da un mercante egiziano di epoca romana. Sono state proposte diverse datazioni, comprese fra il I e il III secolo, ma l'ipotesi più accreditata è che la stesura originale risalga alla metà del I secolo. Il testo è pervenuto ai giorni nostri attraverso un manoscritto bizantino del X secolo, oggi conservato presso la biblioteca universitaria di Heidelberg. Una copia più recente, del XIV-XV secolo, è conservata al British Museum. La prima edizione a stampa fu realizzata nel 1553 da Sigismund Gelenius.

## Struttura
L'opera è composta da 66 sezioni, la maggior parte delle quali ha la lunghezza di un lungo paragrafo. Ad esempio, la breve sezione 9 recita per intero:
(Periplus Maris Erythraei, capitolo 9)
In molti casi, la descrizione dei luoghi è sufficientemente accurata per identificarne l'attuale ubicazione; per altri, invece, c'è un notevole dibattito. Ad esempio, Rhapta è citato come il mercato più lontano lungo la costa africana di Azania, ma ci sono almeno cinque località che corrispondono alla descrizione, che vanno da Tanga a sud del delta del fiume Rufiji. La descrizione della costa indiana cita chiaramente il fiume Gange, ma dopo di esso è ambigua, descrivendo la Cina come una grande città interna Thina, fonte di seta grezza.
Il periplo dice che una via di navigazione diretta dal Mar Rosso alla penisola indiana attraverso l'oceano aperto fu scoperta da Ippalo (I secolo a.C.).
Nel periplo sono menzionati molti beni commerciali, ma alcune delle parole che nominano i beni commerciali non si trovano in nessun'altra parte della letteratura antica, il che porta a fare congetture su quali possano essere. Ad esempio, un bene commerciale citato è il lakkos chromatinos. Il nome lakkos non compare da nessun'altra parte nella letteratura greca o romana antica. Il nome riappare nel tardo latino medievale come lacca, mutuato dall'arabo medievale lakk, a sua volta mutuato dal sanscrito lakh, che significa lacca, ossia una resina di colore rosso originaria dell'India usata e utilizzata anche come colorante rosso. Alcuni altri beni commerciali nominati rimangono oscuri.